# Surinamische Badmintonmeisterschaft 2023
Die Surinamische Badmintonmeisterschaft 2023 fand vom 4. bis zum 5. November 2023 in Paramaribo statt. 

## Sieger und Platzierte
| Disziplin    | Gold                             | Silber                         | Bronze                             |
| ------------ | -------------------------------- | ------------------------------ | ---------------------------------- |
| Herreneinzel | Sören Opti                       | Dylan Darmohoetomo             | Jair Naipal                        |
| Herreneinzel | Sören Opti                       | Dylan Darmohoetomo             | Darren Van De Leuv                 |
| Herrendoppel | Sören Opti Mitchel Wongsodikromo | Dylan Darmohoetomo Jair Naipal | Angelo Chen Yu Rui Tony Zhu        |
| Herrendoppel | Sören Opti Mitchel Wongsodikromo | Dylan Darmohoetomo Jair Naipal | Zi Cheng Sunny Li Dickson Liao     |
| Damendoppel  | Faith Sariman Sion Zeegelaar     | Kayleigh Moenne Chan Chan Yang | Chantal Huang Melody Sjauw Koen Fa |
| Mixed        | Rivano Bisphan Chan Chan Yang    | Jair Naipal Kayleigh Moenne    | Redon Coulor Jade Asmoredjo        |
| Mixed        | Rivano Bisphan Chan Chan Yang    | Jair Naipal Kayleigh Moenne    | Gilmar Jones Sion Zeegelaar        |